# Hernando de Arias y Ugarte
Hernando de Arias y Ugarte (ur. 9 września 1561 w Bogocie, zm. 27 stycznia 1638 w Limie) – hiszpański duchowny katolicki, biskup Quito w latach 1615–1616, arcybiskup Santafé en Nueva Granada w latach 1618–1625, arcybiskup La Plata o Charcas w latach 1627–1630, piąty arcybiskup limski oraz prymas Peru od 1630 r.

## Życiorys
Urodził się w 1561 r. w Bogocie jako syn Fernando Arias Torero i Juany Ugarte. Jego ojcem chrzestnym był konkwistador Gonzalo Jiménez de Quesada. Uczył się łaciny i filozofii, w Ameryce Południowej. Następnie studiował na Uniwersytecie w Salamance i na Uniwersytecie w Lleidzie, gdzie uzyskał stopień licencjata i doktora prawa kanonicznego. Następnie był sędzią w Aragonii. Następnie został mianowany asesorem w Panamie w 1595 r. Wkrótce potem został przeniesiony do Sucre w 1599 r.
W 1603 r. przeniósł się do Limy, gdzie wstąpił na Universidad Nacional Mayor de San Marcos. W 1605 r. zakończył karierę sędziowską i zdecydował się przyjąć święcenia kapłańskie. W 1612 r. był kandydatem do obsadzenia biskupstwa panamskiego, jednak ostatecznie rok później został ordynariuszem Quito – 13 lipca 1613 r. Rządy w diecezji objął 6 stycznia 1615 r.
15 czerwca 1616 r. został przeniesiony przez papieża Pawła V na urząd arcybiskupa metropolity bogockiego. uroczysty ingres do katedry w Bogocie odbył 7 stycznia 1618 r.
W 1630 r. został przeniesiony do archidiecezji limskiej. Spotkał się z pewną niechęcią, dlatego jego intronizacja została opóźniona i odbyła się dopiero 14 stycznia 1630 r. Z tej okazji urządzono uroczysty bankiet, podczas którego zgromadzonym gościom podano 64 różne potrawy.
Arcybiskup Arias de Ugarte dokonał szczegółowej wizytacji kościołów podległych jego jurysdykcji. 27 stycznia 1636 r. rozpoczął obrady synodu diecezjalnego, który trwał do 1637 r.
Zmarł w 1638 r. w Limie, w wieku 76 lat. W pamięci ówczesnych zapisał się jako prosty i troskliwy człowiek, dbający o Indian.